# Cờ vua ba chiều

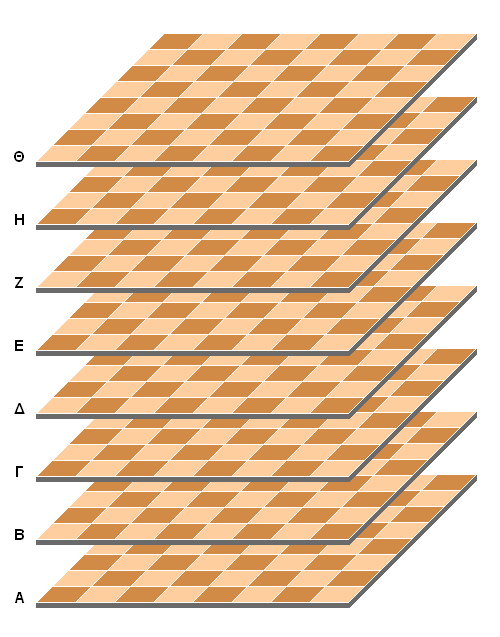
Ảnh mô phỏng cờ vua ba chiều 8 × 8 × 8

Cờ vua ba chiều (tiếng Anh: Three-dimensional) là một biến thế của cờ vua, sử dụng nhiều bàn cờ ở các tầng khác nhau cho phép quân cờ được di chuyển theo không gian ba chiều, Các biến thể của cờ vua ba chiều đã tồn tại từ cuối thế kỷ 19, Một trong những cờ vua ba chiều lâu đời nhất là Raumschach do Ferdinand Maack phát minh vào năm 1907 và coi đó là trò chơi 3D cổ điển, Chơi cờ vua ba chiều hàm ý sự hiểu biết và nắm vững hệ thống cao hơn sự hiểu biết của bạn bè hoặc người quan sát bình thường.

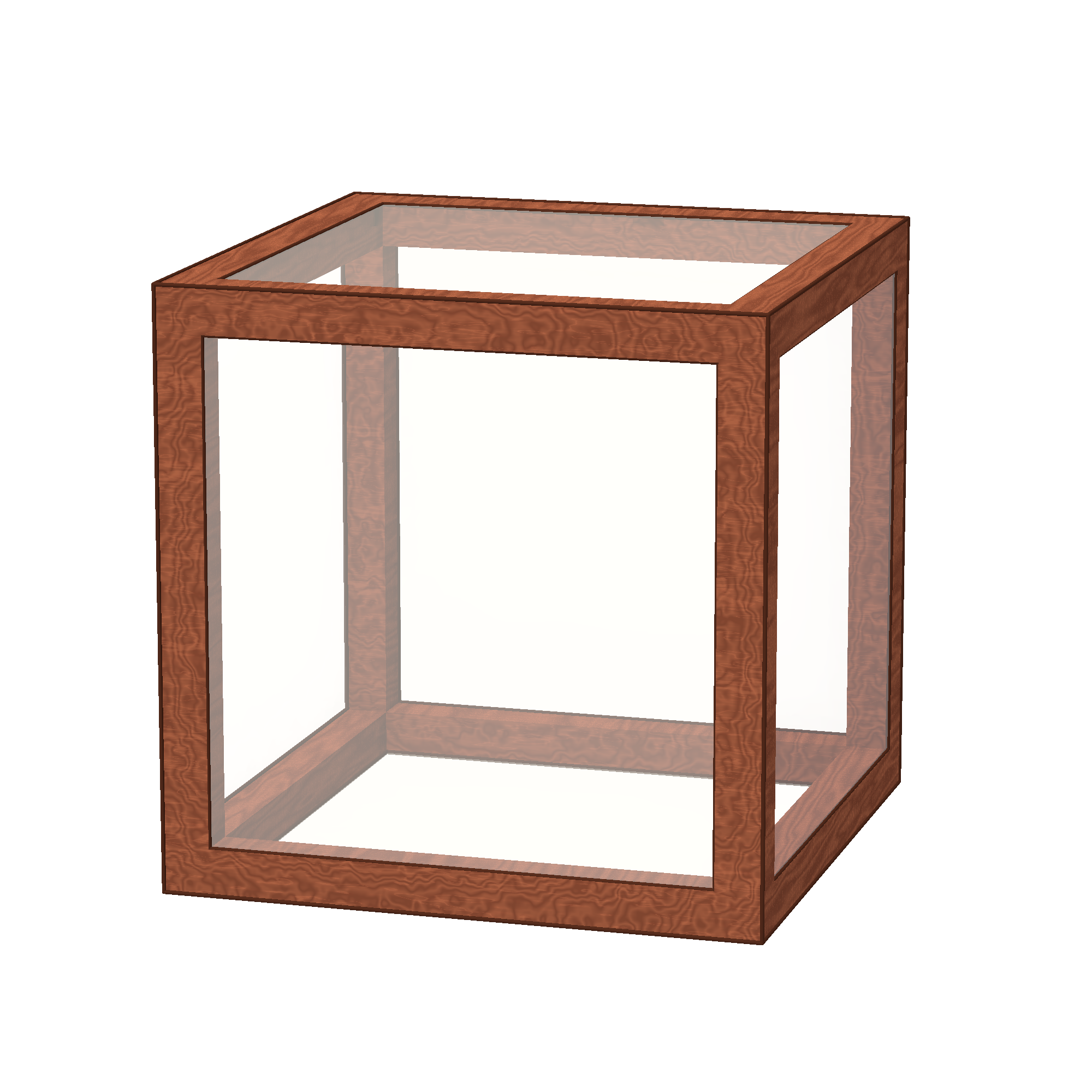
Xe
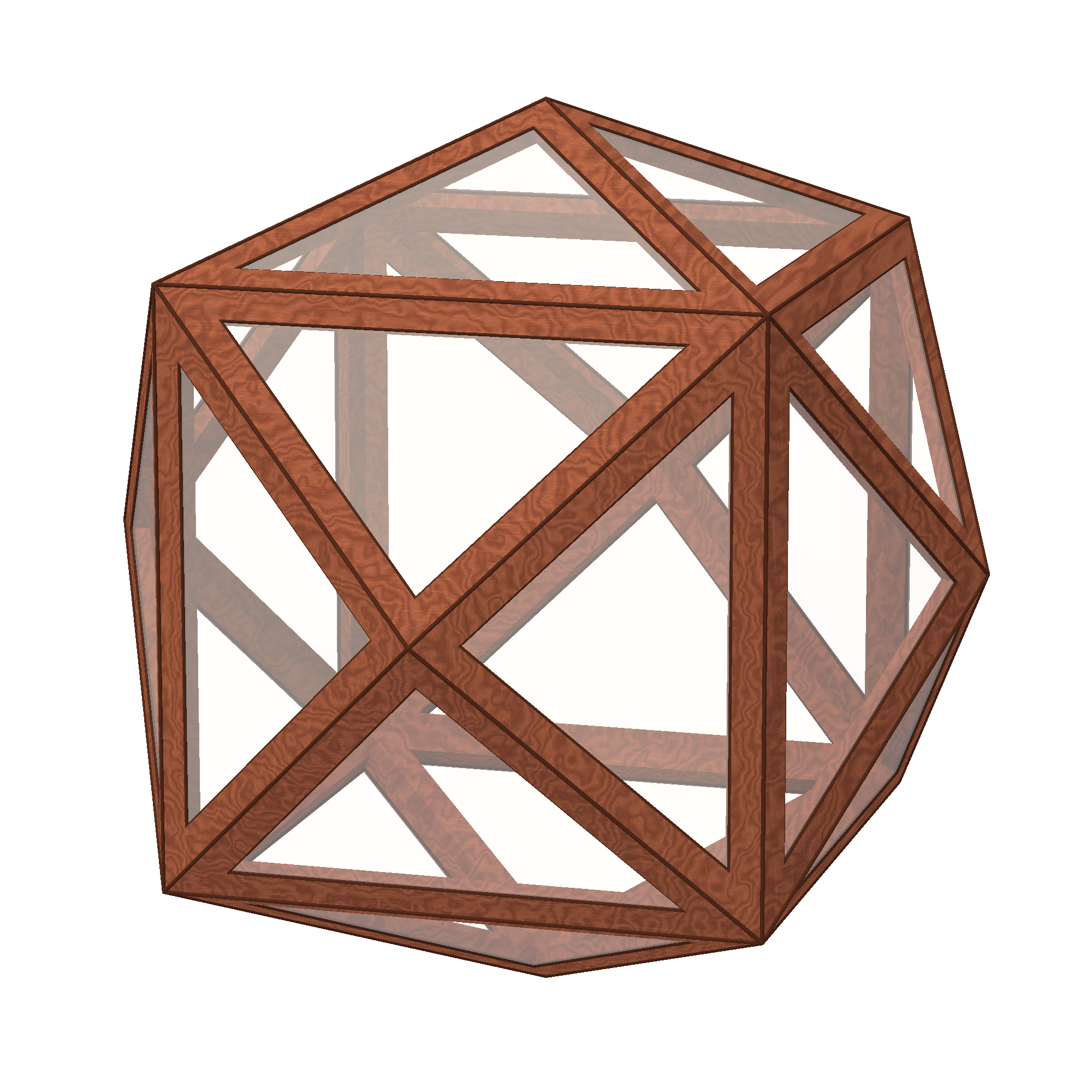
Hiệp sĩ
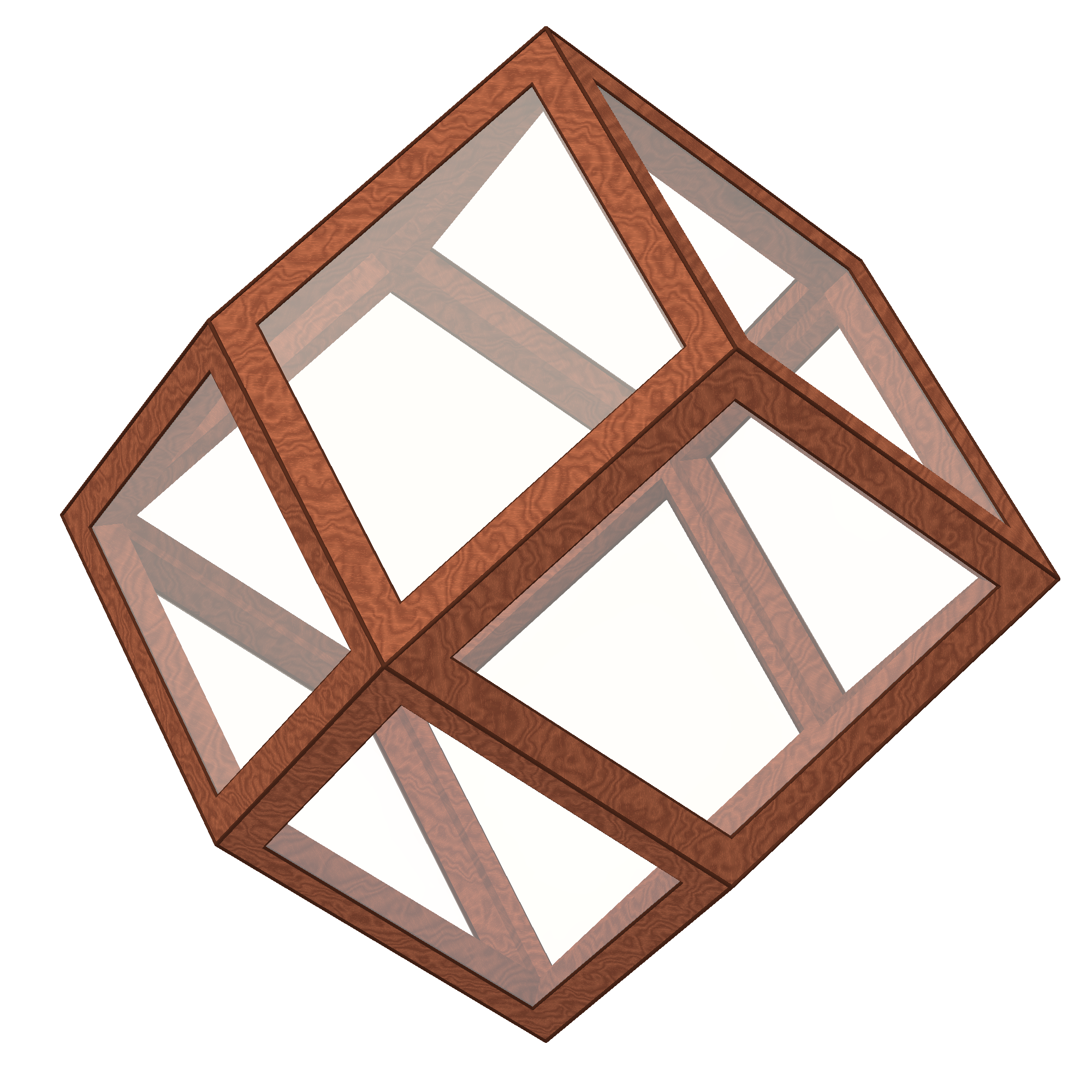
Tượng
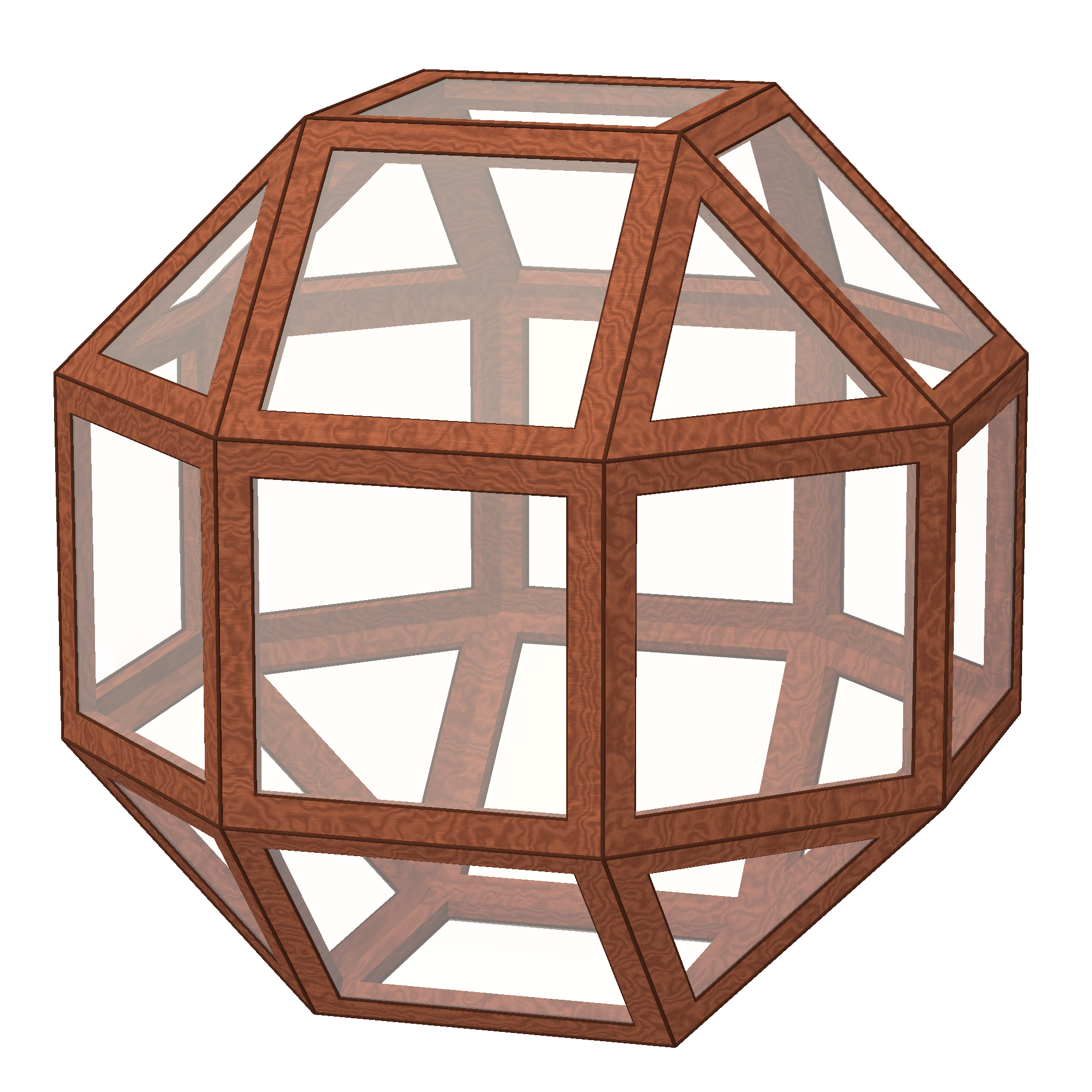
Vua
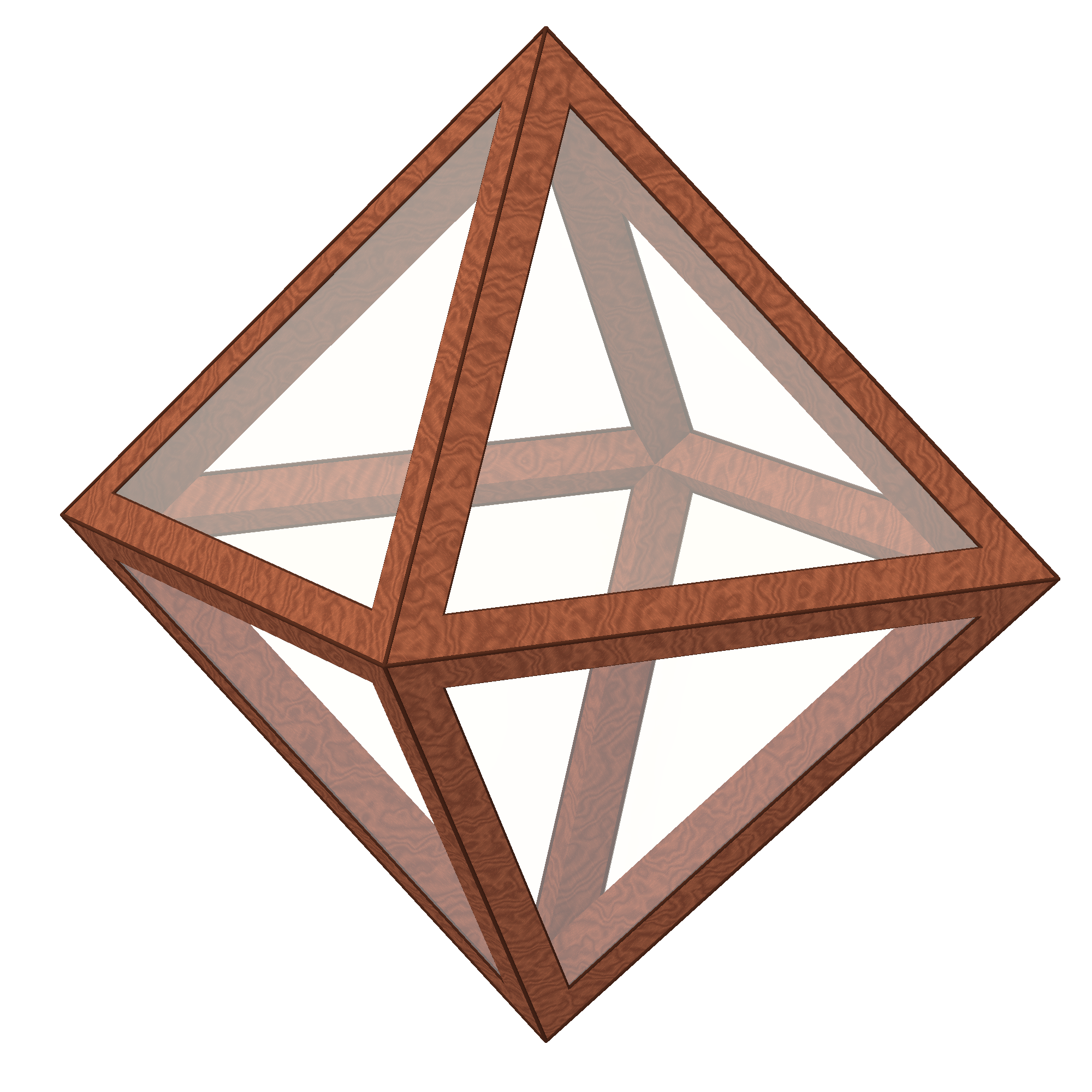
Kỳ lân